# Etna (Maine)
Etna – miasto w Stanach Zjednoczonych, w stanie Maine, w hrabstwie Penobscot.